# IC 2336
IC 2336 је појединачна звијезда у сазвјежђу Рак која се налази на листи објеката дубоког неба у Индекс каталогу.
Деклинација објекта је + 18° 32' 14" а ректасцензија 8h 23m 19,1s.